# La maschera di Dimitrios
La maschera di Dimitrios (in inglese, The Mask of Dimitrios) è un romanzo spionistico scritto da Eric Ambler e pubblicato nel 1939.
Il romanzo fu pubblicato negli Stati Uniti d'America nello stesso anno, col titolo A Coffin for Dimitrios, mentre in Italia è stato tradotto per la prima volta nel 1949, col titolo A caccia di un'ombra.

## Trama
Anni '30 del XX secolo, Charles Latimer è un ex professore inglese d'economia politica, di idee abbastanza progressiste, che dopo una grave malattia ha deciso di interrompere la carriera accademica per dedicarsi completamente alla scrittura di romanzi gialli, che aveva intrapreso per hobby e nella quale aveva incontrato un inaspettato quanto lusinghiero successo.
Dopo aver concluso la stesura di un nuovo libro si concede una vacanza tra Grecia e Turchia e a Costantinopoli fa la conoscenza di un istrionico ma interessante personaggio, il Colonnello Haki della polizia segreta di Atatürk . Questi, rivelandosi un suo fervente ammiratore, lo invita a cena e gli offre "in dono" una trama per un romanzo giallo; essa è terribile (e l'educato Latimer deve abbozzare, ritenendo scortese rifiutare il regalo) ma, mentre l'ufficiale la fa battere a macchina, riceve la convocazione a un obitorio per identificare la salma di un assassino, spia e trafficante di droga di nome Dimitrios Makropoulos, ripescata quella notte dalle acque del Bosforo.
Latimer, incuriosito, chiede e ottiene di assistere alla procedura, pensando di poter usare la scena in un suo prossimo lavoro e ascolta dalle parole di Haki la ricostruzione parziale della biografia del morto. Inizialmente piccolo delinquente di Smirne, Makropoulos assassinò con la complicità di un operaio negro un usuraio deunmeh (cioè un ebreo divenuto musulmano) e fuggì dalla città approfittando del caos sanguinoso seguito alla cacciata delle truppe di occupazione greche (si era nella fase immediata del primo dopoguerra). Facendosi passare per profugo greco passò l'Egeo e si rifugiò prima in Bulgaria, quindi in Jugoslavia, dove divenne una spia; traditi i suoi datori di lavoro si trasferì a Parigi dove si impegnò nel traffico di eroina facendo valere i suoi contatti nei Balcani e in Asia Minore. Diventato a sua volta dipendente dalla droga, Makropoulos denunciò tutti i membri della sua organizzazione per garantirsi l'immunità da parte delle autorità francesi mentre si disintossicava, quindi si spostò in Italia e riprese il lavoro di agente segreto e assassino, per poi finire cadavere a galla nelle acque di Istanbul.
Affascinato dalla sua storia, e incuriosito dai buchi presenti nella ricostruzione di Haki (i periodi in Bulgaria, in Jugoslavia, a Parigi non erano molto chiari o ricchi di dettagli) Latimer decide, per dimostrarsi di potere essere un buon detective quanto quelli che inventa per lavoro, di "riempire" i punti oscuri del dossier su Dimitrios iniziando dagli archivi della commissione umanitaria che accolse in Grecia i profughi dalla Turchia. Attraverso una serie di peripezie lo scrittore inglese ricostruisce sempre più dettagli sulla vita di Dimitrios, scoprendo che la sua fortuna criminale, che lo elevò da piccolo malfattore a grande trafficante e spia, è dovuta all'associazione con una misteriosa Banca di Credito, ansiosa di usare ogni mezzo per proteggere i suoi interessi, persino ricorrendo al terrorismo, allo spionaggio e all'assassinio.
Trovandosi di fronte un ex complice di Dimitrios, un corpulento danese di nome Peters, Latimer rimane scioccato di fronte alla rivelazione che il cadavere ripescato in Turchia era in effetti quello di un altro ex membro della sua banda parigina, un olandese che ne aveva scoperto la nuova identità e lo stava ricattando. Latimer acconsente di aiutare Peters a rintracciare ed identificare Dimitrios Makropoulos, ordendogli un tranello che avrà una soluzione tragica.

## Stile
Ambler trasformò la spy story depurandola dai vanagloriosi eroismi della Belle Époque e riportandola nel fango, per donarle il cinismo fatalista di chi aveva conosciuto gli orrori delle trincee della Grande Guerra. Ambler ha saputo creare la tragica figura letteraria della spia "normale", perennemente in bilico tra la vita e la morte, tra la lealtà ed il tradimento, e ne ha tratteggiato con indiscutibile vigore piccole meschinità e insospettabili virtù.

## Trasposizioni cinematografiche
Gioco di specchi tra l'autore e il personaggio, e indiscutibile capolavoro di Ambler, dal romanzo fu tratto nel 1944 un celebre film noir di Jean Negulesco, La maschera di Dimitrios.

## Edizioni
- A caccia di un'ombra, Collana Il Giallo Mondadori n. 70, Milano, Mondadori, 1949.
- La maschera di Dimitrios, traduzione di Hilia Brinis, Milano, Mondadori, 1967. - Introduzione di Edmondo Aroldi, Collana Oscar n.398, Mondadori, 1972; BUR, Rizzoli, 1983.
- La maschera di Dimitrios, traduzione di Franco Salvatorelli, Collana Gli Adelphi n.170, Milano, Adelphi, 2000,  p. 235, ISBN 88-459-1542-5.